# Električni orgazam (album)
Električni orgazam debitantski je studijski album srpskog punk rock sastava Električni orgazam. Album je 1981. godine objavila diskografska kuća Jugoton.
Najveći hitovi s ovog albuma su Nebo, Vi i Krokodili dolaze. Zanimljivo je da je skladba Konobar nastala u kafani.

## Popis pjesama
| Br. | Skladba              | Trajanje |
| --- | -------------------- | -------- |
| 1.  | »Električni orgazam« | 4:31     |
| 2.  | »Konobar«            | 2:07     |
| 3.  | »Krokodili dolaze«   | 3:33     |
| 4.  | »Voda u moru«        | 1:39     |
| 5.  | »Infekcija«          | 3:34     |
| 6.  | »Vi«                 | 2:30     |
| 7.  | »Fleke«              | 2:25     |
| 8.  | »I've Got a Feeling« | 2:25     |
| 9.  | »Pojmove ne vezujem« | 2:40     |
| 10. | »Umetnost«           | 1:46     |
| 11. | »Nebo«               | 4:35     |

## Izvođači
- Marina Vulić — bas-gitara
- Branko Kuštrin — bubnjevi
- Ljubomir Jovanović — gitara
- Srđan Gojković — gitara, vokali
- Ljubomir Đukić — klavir, vokali

## Napomene
- Melodija refrena pjesme "Krokodili dolaze" iskorištena je za pjesmu skupine Indijanci "Moje telo je u telu tvom" iz 1997. godine.